# روهان كونولي
روهان كونولي (بالإنجليزية: Rohan Connolly)‏ هو صحفي ومعلق رياضي أسترالي، ولد في 1965.